# عضل فلاوري
عضل فلاوري (الاسم العلمي: Gerbillus floweri) (بالإنجليزية: Flower’s Gerbil)‏ هو نوع من الحيوانات يتبع جنس العضل من الفصيلة الفأرية.